# آله ریپینن
آله ریپینن (فنلاندی: Ale Riipinen; ۲۸ مهٔ ۱۸۸۳ – ۱۳ فوریهٔ ۱۹۵۷) ژیمناست اهل فنلاند بود.
وی در مسابقات کشوری و بین‌المللی در مجموع برندهٔ ۱ مدال برنز شده‌است.